# Sierra Vista
Sierra Vista város az USA Arizona államában, Cochise megyében. Lakosainak száma 45 308 fő (2020. április 1.).

## Népesség
A település népességének változása:

| 2010 | 43 888 |
| 2020 | 45 308 |